# Une liaison pornographique
Pour plus de détails, voir Fiche technique et Distribution.
Une liaison pornographique est un film belgo-franco-suisso-luxembourgeois de Frédéric Fonteyne sorti en 1999, sur un scénario de Philippe Blasband.

## Synopsis
Un homme, une femme se rencontrent pour assouvir un fantasme sexuel. Mais insidieusement, des sentiments se font jour et une relation se crée. Le sexe n'est plus la seule chose qui les réunit.

## Commentaires
Du caractère pornographique de la liaison, on ne saura jamais rien. Le film dissèque en revanche les attitudes vis-à-vis de cette liaison, et les « dérapages » lorsque les événements extérieurs, les sentiments, l'humanité des personnages s'y font jour.

## Fiche technique
- Titre : Une liaison pornographique
- Réalisateur : Frédéric Fonteyne
- Scénariste : Philippe Blasband
- Producteurs : Patrick Quinet, Claude Waringo et Rolf Schmid ; en coproduction belge, luxembourgeoise, suisse et française
- Photographie : Virginie Saint-Martin
- Musique : André Dziezuk, Marc Mergen, Jeannot Sanavia
- Montage : Chantal Hymans
- Distribution des rôles : Gerda Diddens et Bruno Levy
- Décor : Véronique Sacrez
- Costumes : Anne Schotte
- Genre : comédie dramatique, romantique, érotique
- Format : couleurs - 2,35:1 - 35 mm
- Dates de sortie : 4 septembre 1999 (France), 10 septembre 1999, (Canada), 6 octobre 1999 (Belgique), 8 octobre 1999 (Luxembourg)
- Durée : 80 minutes (1h20)

## Distribution
- Nathalie Baye : « Elle »
- Sergi López : « Lui »
- Jacques Viala : voix de l'interviewer
- Paul Pavel : Joseph Lignaux
- Sylvie Van den Elsen : Mme Lignaux
- Pierre Gerranio
- Hervé Sogne
- Christophe Sermet

## Adaptations
- Un livre au titre homonyme est paru en 2003.
- Une adaptation théâtrale en a également été faite[1],[2].